# أسفل النجد

تعديل مصدري - تعديل

أسفل النجد إحدى حارات مدينة نجد الجماعي بمحافظة إب، بلغ تعداد سكانها 758 نسمة حسب تعداد اليمن لعام 2004.